# Ченгмари
Ченгмари (дзонг-кэ ཅང་མ་ར) — город в Бутане, в дзонгхаге Самце западного дзонгдэя на границе с Индией.

## География
Ченгмари находится на границе Бутана с Индией. Абсолютная высота — 321 метр над уровнем моря.

## Население
По данным 2005 года, в Ченгмари живёт 3,877 человека.
| Год  | Население, человек |
| ---- | ------------------ |
| 2005 | 3,877              |